# Arsène Sari
Arsène Sari est un peintre français né le 7 octobre 1895 à Marseille et mort le 3 novembre 1995 à Aubagne.

## Biographie
Arsène Sari est le fils de Moïse Sari et de Marie Magdeleine Calvi. Il est le petit-fils de Léon Sari, un homme de théatre, lié à la famille Bonaparte.
Après la Première Guerre mondiale qui lui vaut quatre blessures et les décorations de la Légion d'honneur et de la Médaille militaire, Arsène Sari s'installe dans le quartier Montparnasse à Paris, où il réside plus de trente ans en travaillant au métro de Paris. Il mène parallèlement une carrière de peintre et rencontre la plupart des grands artistes du début du XXe siècle. Il se lie avec Antoine Bourdelle et reçoit des conseils d'Auguste Renoir. En octobre 1928, il cofonde le Salon des vrais indépendants où il exposera jusqu'à la Seconde Guerre mondiale.
Il expose à Paris au Salon d'hiver de 1937 à 1947.
Il retourne parfois longuement dans le Midi, notamment dans les années d’après-guerre à Marseille, et réside avec son épouse à Roquevaire dans une ancienne usine de la ville entre 1964 et 1978. Il y devient le doyen des peintres du Péano, une communauté d'artistes installée dans le quartier des Arcenaulx de Marseille, comprenant entre autres Pierre Ambrogiani, Antoine Ferrari, Antoine Gianelli, Jo Berto, René Seyssaud, Auguste Chabaud et Antoine Serra.
Arsène Sari demeure ensuite près de Sens (Yonne), puis pendant plus de dix ans à Rigny-le-Ferron (Aube) où il avait un atelier. Marié à Arlette Galibert, il a trois enfants, Évelyne, Philippe et Véronique.

## Œuvre
Sa peinture est inspirée par l'impressionnisme et le fauvisme. Il aime passer de la chaude lumière méridionale à celle bleutée de l'Île-de-France, de la Bourgogne ou de la Champagne.
Le musée Arteum de Châteauneuf-le-Rouge conserve une partie de son œuvre et présente une reconstitution de l'atelier d'Arsène Sari.